# باول كيتسون
باول كيتسون (بالإنجليزية: Paul Kitson)‏ هو لاعب كرة قدم بريطاني، ولد في 9 يناير 1971 في Murton, County Durham ‏ في المملكة المتحدة. شارك مع منتخب إنجلترا تحت 21 سنة لكرة القدم. أما مع النوادي، فقد لعب مع برايتون أند هوف ألبيون وتشارلتون أثلتيك وديربي كاونتي وروشدين ودايموندز وكريستال بالاس وليستر سيتي ونادي ألدرشوت تاون ونيوكاسل يونايتد ووست هام يونايتد.

## وصلات خارجية
- باول كيتسون على موقع قاعدة بيانات كرة القدم.إي يو (الإنجليزية)
- باول كيتسون على موقع عالم كرة القدم.نت (الإنجليزية)